# Súdwest-Fryslân
Súdwest-Fryslân (niederländisch Zuidwest-Friesland) ist eine Gemeinde in der niederländischen Provinz Fryslân (Friesland). Sie ist am 1. Januar 2011 durch den Zusammenschluss der bisherigen Gemeinden Bolsward, Nijefurd, Sneek, Wûnseradiel und Wymbritseradiel entstanden. Die neue Gemeinde hat 90.532 Einwohner (Stand 1. Januar 2025), die in 69 Siedlungsschwerpunkten wohnen.
95 % der Ratsmitglieder der betroffenen Gemeinden und 54 % der befragten Bürger haben der Gemeindefusion zugestimmt.
Am 1. Januar 2014 wurde die Gemeinde um einen Teil der aufgelösten Gemeinde Boarnsterhim vergrößert. Ein Teil der aufgelösten Gemeinde Littenseradiel wurde zum 1. Januar 2018 nach Súdwest-Fryslân eingemeindet.

## Name
Als Name der neuen Gemeinde wurde zunächst Súdwest Fryslân (deutsch: Südwestfriesland) bestimmt. Das Gebiet, in dem die neue Gemeinde liegt, ist als Zuidwesthoek (deutsch: Südwestecke) bekannt. Gegen den Namen regte sich Widerspruch, da er zu einer falschen geographischen Einordnung der neuen Gemeinde führen kann. Bei West-Friesland handelt es sich um eine Gegend, die im Norden der Provinz Nordholland liegt. Die neue Gemeinde läge aber östlich von Westfriesland.
Der Rat der neuen Gemeinde kann einen anderen Gemeindenamen wählen. Ein Vorschlag lautete Súdwestergo nach dem historischen Gebiet Westergo. Bis jetzt wurde der Gemeindename jedoch nicht geändert.

## Orte der Gemeinde
Zur Gemeinde Súdwest-Fryslân gehören folgende Städte, Dörfer und Weiler (mit ihren niederländischen und friesischen Namen):
| Niederländisch | Friesisch   |
| -------------- | ----------- |
| Abbega         | Abbegea     |
| Allingawier    | Allingawier |
| Arum           | Arum        |
| Blauwhuis      | Blauhús     |
| Bolsward       | Boalsert    |
| Bozum          | Boazum      |
| Breezanddijk   | Breesândyk  |
| Britswerd      | Britswert   |
| Burgwerd       | Burchwert   |
| Cornwerd       | Koarnwert   |
| Dedgum         | Dedzjum     |
| Deersum        | Dearsum     |
| Edens          | Iens        |
| Exmorra        | Eksmoarre   |
| Ferwoude       | Ferwâlde    |
| Folsgare       | Folsgeare   |
| Gaast          | Gaast       |
| Gaastmeer      | De Gaastmar |
| Gauw           | Gau         |
| Goënga         | Goaiïngea   |
| Greonterp      | Greonterp   |
| Hartwerd       | Hartwert    |
| Heeg           | Heech       |
| Hemelum        | Himmelum    |
| Hennaard       | Hinnaard    |
| Hichtum        | Hichtum     |
| Hidaard        | Hidaard     |
| Hieslum        | Hieslum     |
| Hindeloopen    | Hylpen      |
| Hommerts       | Hommerts    |

| Niederländisch | Friesisch      |
| -------------- | -------------- |
| Idsegahuizum   | Skuzum         |
| Idzega         | Idzegea        |
| IJlst          | Drylts         |
| IJsbrechtum    | Ysbrechtum     |
| Indijk         | Yndyk          |
| Heidenschap    | It Heidenskip  |
| Itens          | Itens          |
| Jutrijp        | Jutryp         |
| Kimswerd       | Kimswert       |
| Kornwerderzand | Koarnwertersân |
| Koudum         | Koudum         |
| Koufurderrige  | Koufurderrige  |
| Kubaard        | Kûbaard        |
| Loënga         | Loaiïngea      |
| Lollum         | Lollum         |
| Longerhouw     | Longerhou      |
| Lutkewierum    | Lytsewierrum   |
| Makkum         | Makkum         |
| Molkwerum      | Molkwar        |
| Nijhuizum      | Nijhuzum       |
| Nijland        | Nijlân         |
| Offingawier    | Offenwier      |
| Oosterend      | Easterein      |
| Oosterwierum   | Easterwierrum  |
| Oosthem        | Easthim        |
| Oppenhuizen    | Toppenhuzen    |
| Oudega         | Aldegea        |
| Parrega        | Parregea       |
| Piaam          | Piaam          |
| Pingjum        | Penjum         |

| Niederländisch | Friesisch       |
| -------------- | --------------- |
| Poppingawier   | Poppenwier      |
| Rauwerd        | Raerd           |
| Rien           | Rien            |
| Roodhuis       | Reahûs          |
| Sandfirden     | Sânfurd         |
| Scharnegoutum  | Skearnegoutum   |
| Schettens      | Skettens        |
| Schraard       | Skraard         |
| Sijbrandaburen | Sibrandabuorren |
| Smallebrugge   | Smelbrêge       |
| Sneek          | Snits           |
| Stavoren       | Starum          |
| Terzool        | Tersoal         |
| Tirns          | Turns           |
| Tjalhuizum     | Tsjalhuzum      |
| Tjerkwerd      | Tsjerkwert      |
| Uitwellingerga | Twellingea      |
| Waaxens        | Waaksens        |
| Warns          | Warns           |
| Westhem        | Westhim         |
| Wieuwerd       | Wiuwert         |
| Witmarsum      | Wytmarsum       |
| Wolsum         | Wolsum          |
| Wommels        | Wommels         |
| Wons           | Wûns            |
| Workum         | Warkum          |
| Woudsend       | Wâldsein        |
| Ypecolsga      | Ypekolsgea      |
| Zurich         | Surch           |

## Politik

### Sitzverteilung im Gemeinderat
Der Gemeinderat wird seit der Gemeindegründung folgendermaßen gebildet:
| Partei                           | Sitze | Sitze | Sitze  | Sitze |
| Partei                           | 2010  | 2014  | 2017 a | 2022  |
| -------------------------------- | ----- | ----- | ------ | ----- |
| PvdA                             | 7     | 6     | 6      | 8     |
| CDA                              | 10    | 10    | 11     | 7     |
| FNP                              | 6     | 5     | 5      | 6     |
| VVD                              | 5     | 3     | 4      | 3     |
| GemeenteBelangen                 | 2     | 2     | 3      | 3     |
| Totaal Lokaal                    | 1     | 2     | 3      | 3     |
| D66                              | 1     | 3     | 2      | 2     |
| Nieuw Sociaal                    | –     | –     | –      | 2     |
| Volkspartij in Nederlands Belang | –     | –     | –      | 2     |
| GroenLinks                       | 2     | 1     | 3      | 2     |
| ChristenUnie                     | 2     | 2     | 2      | 1     |
| FvD                              | –     | –     | –      | 1     |
| SP                               | –     | 3     | 1      | –     |
| JONG                             | –     | –     | 0      | –     |
| Partij voor de Bijstand          | 0     | 0     | 0      | –     |
| Verenigd Links –Feriene Lofts    | 1     | –     | –      | –     |
| Gesamt                           | 37    | 37    | 37     | 37    |

Anmerkungen

Die Gemeinde wurde erst 2010 gegründet. Sie wurde aus den 5 kleinen Gemeinden gegründet. Diese 5 Gemeinden heißen/hießen:

Bolsward,
Nijefurd,
Sneek,
Wûnseradiel und
Wymbritseradiel.

Deswegen wurde in der Gemeinde 2006, 2002 und vorher nicht gewählt.

### Bürgermeister
Seit dem 27. September 2018 ist Jannewietske de Vries (PvdA) amtierende Bürgermeisterin der Gemeinde. Zu ihrem Kollegium zählen die Beigeordneten Gea Wielinga (CDA), Bauke Dam (CDA), Mark de Man (VVD), Erik Faber (GroenLinks), Mirjam Bakker (D66) sowie die kommissarische Gemeindesekretärin Griet Heeg.

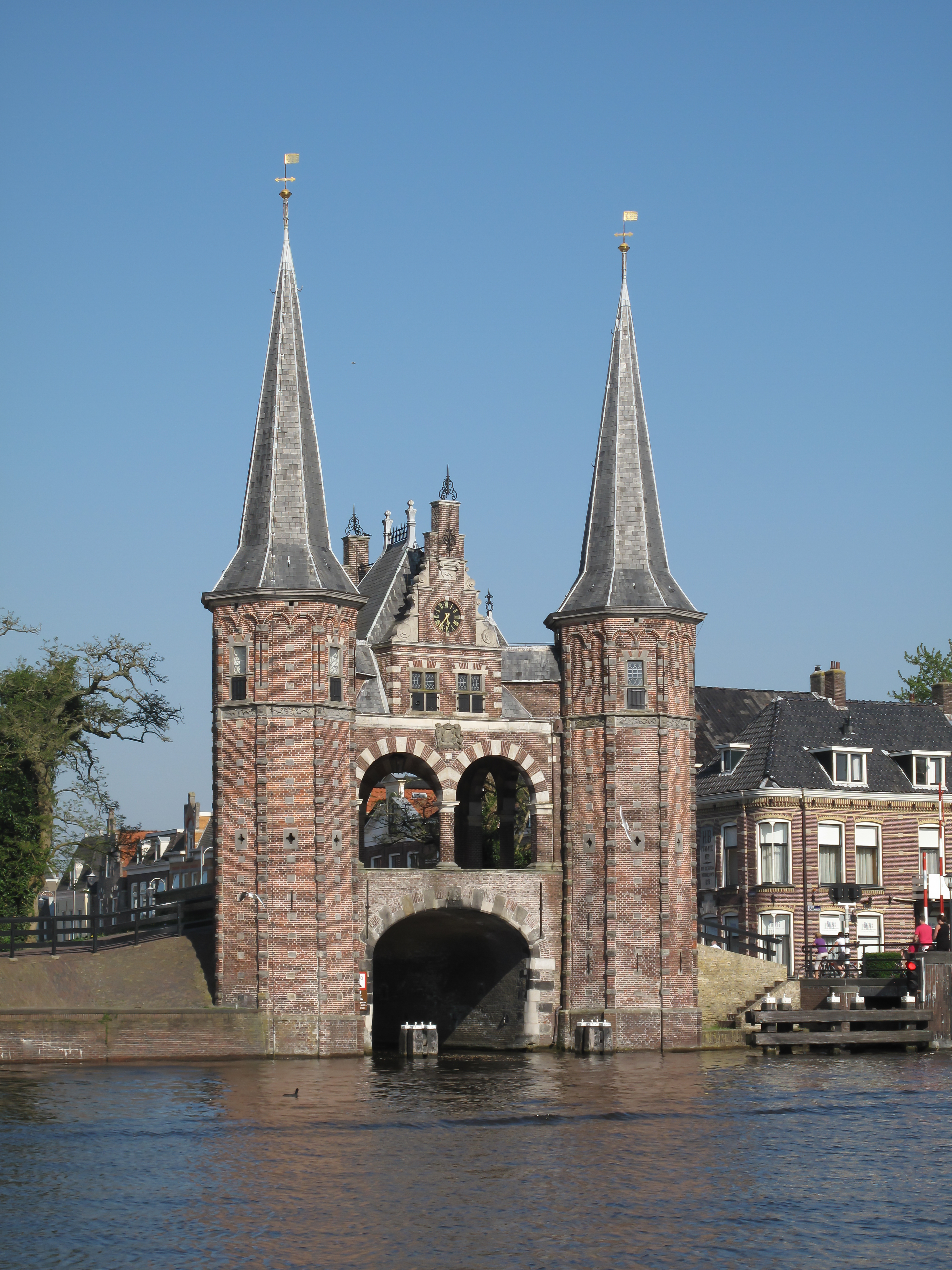
Sneek, de Waterpoort
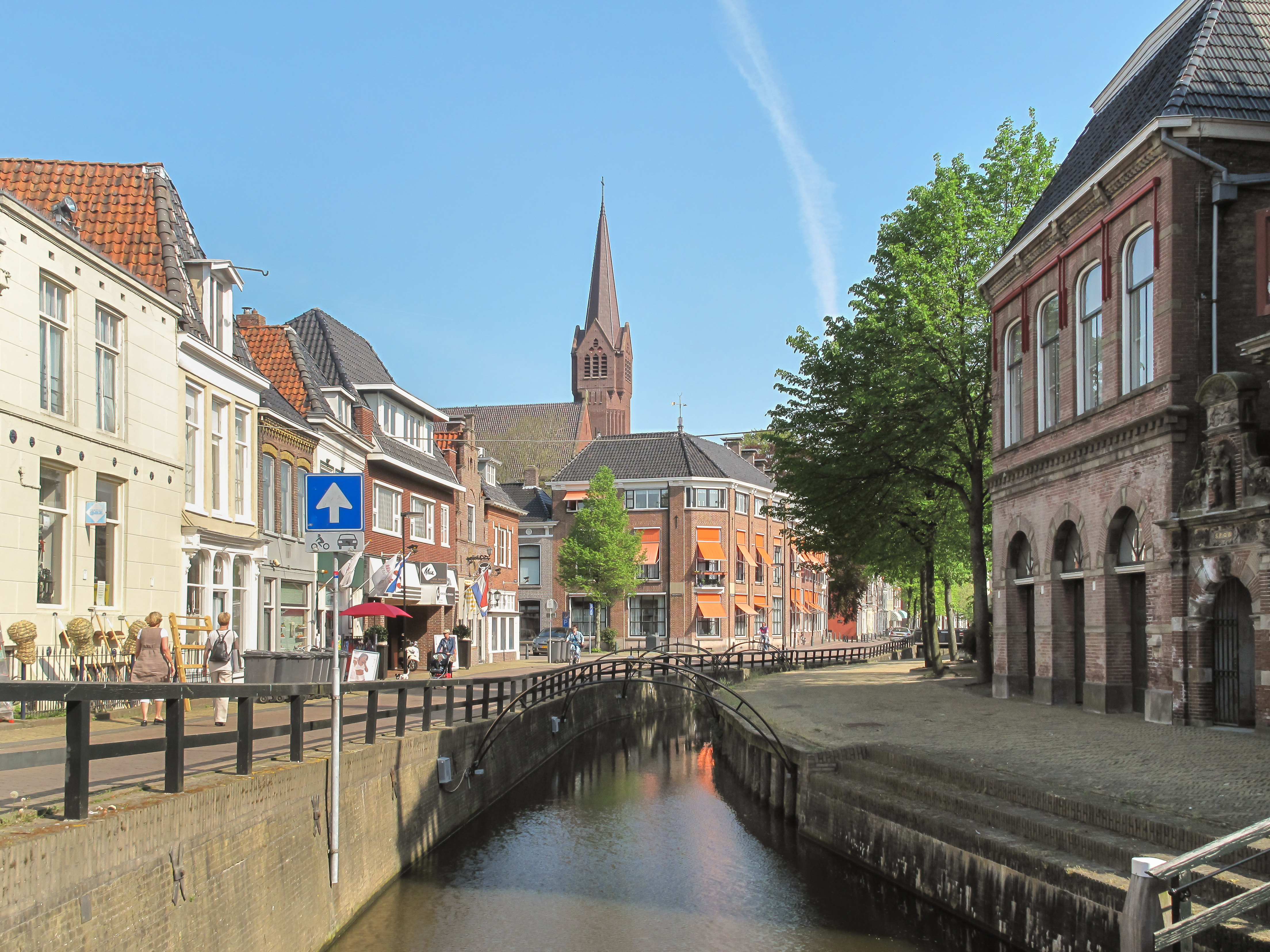
Bolsward, Kirche (Sint Fransiscuskerk)
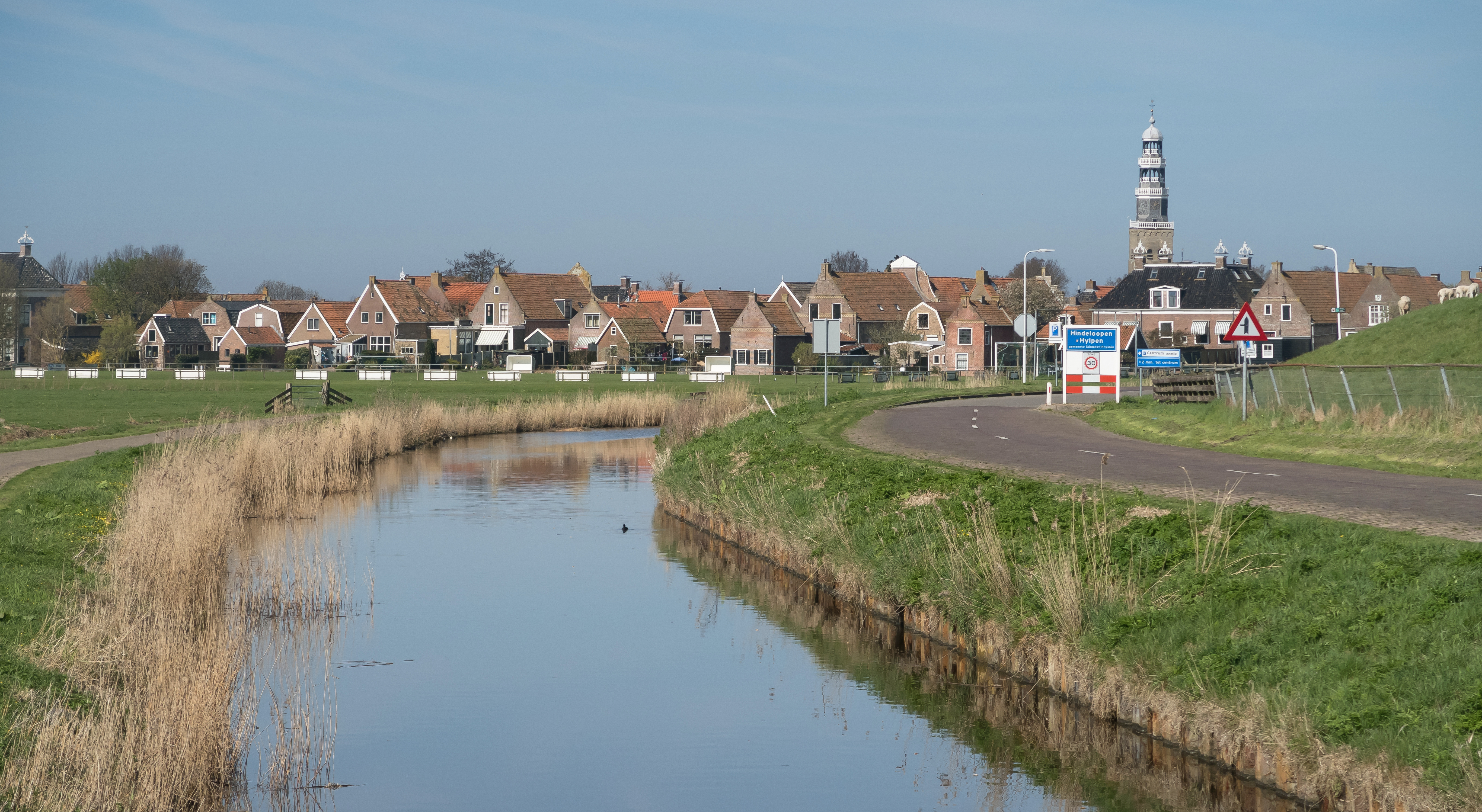
Hindeloopen, Blick auf die Stadt beim Sudersewei
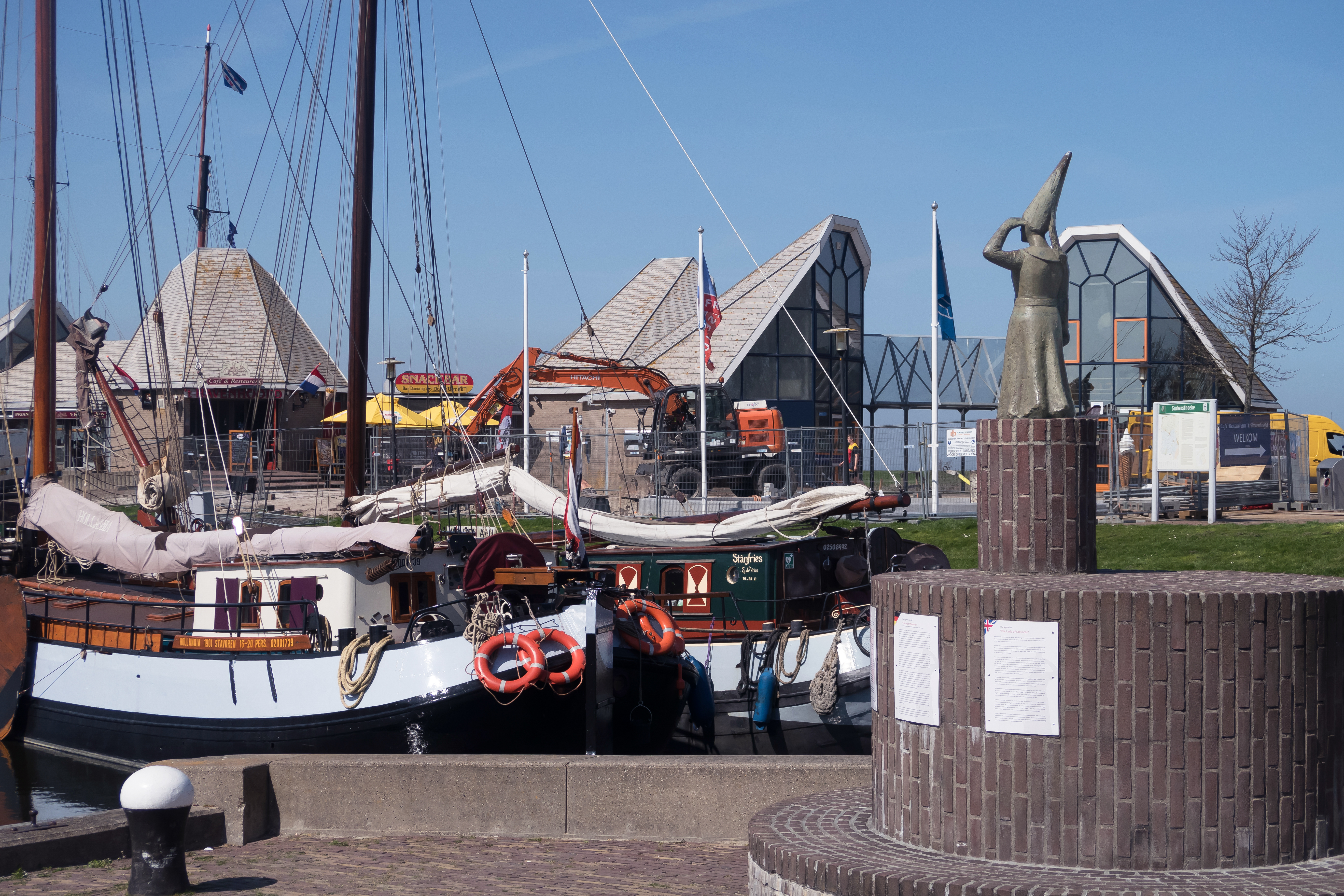
Stavoren, die Frau von Stavoren
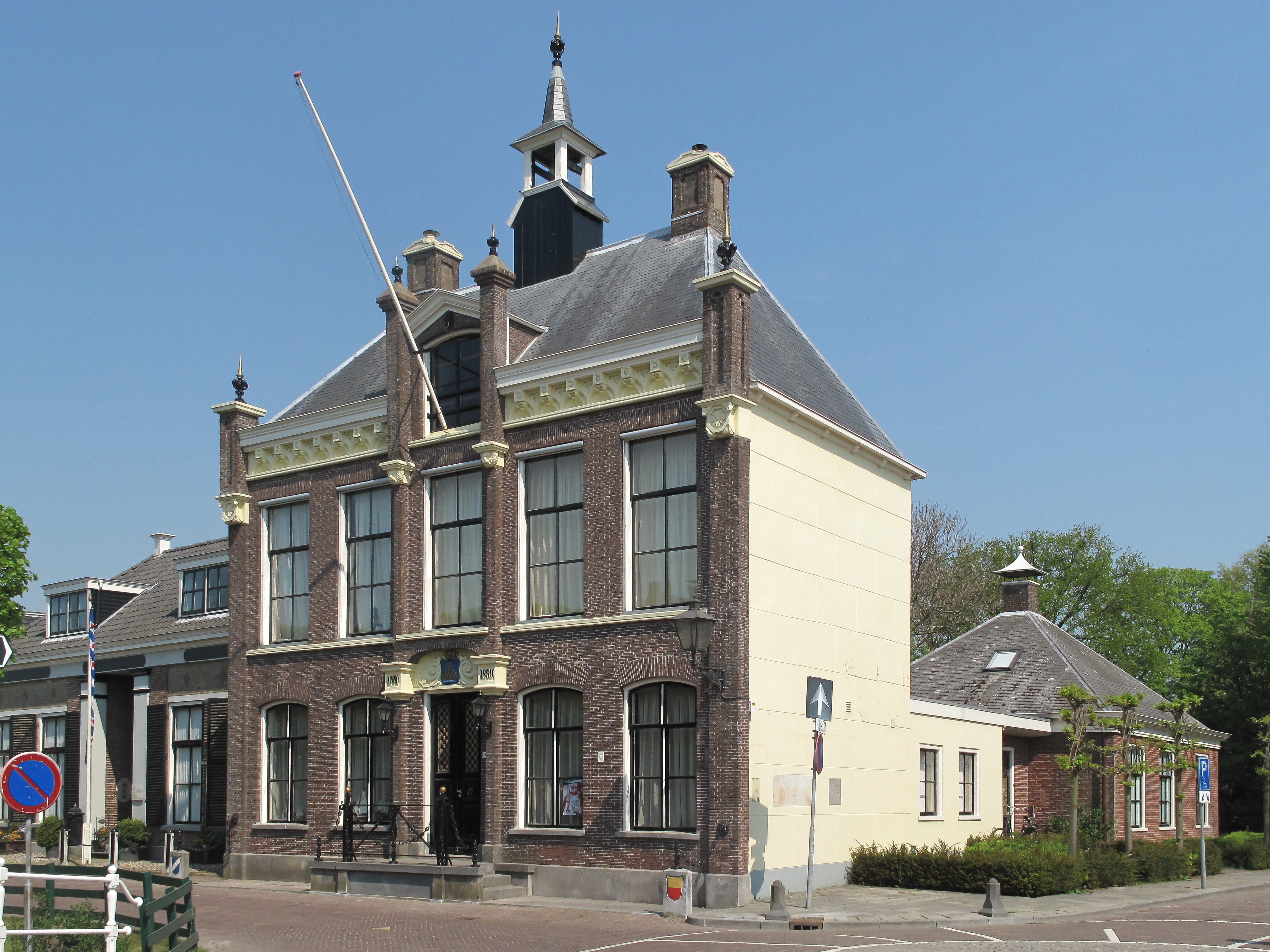
IJlst, früheres Rathaus
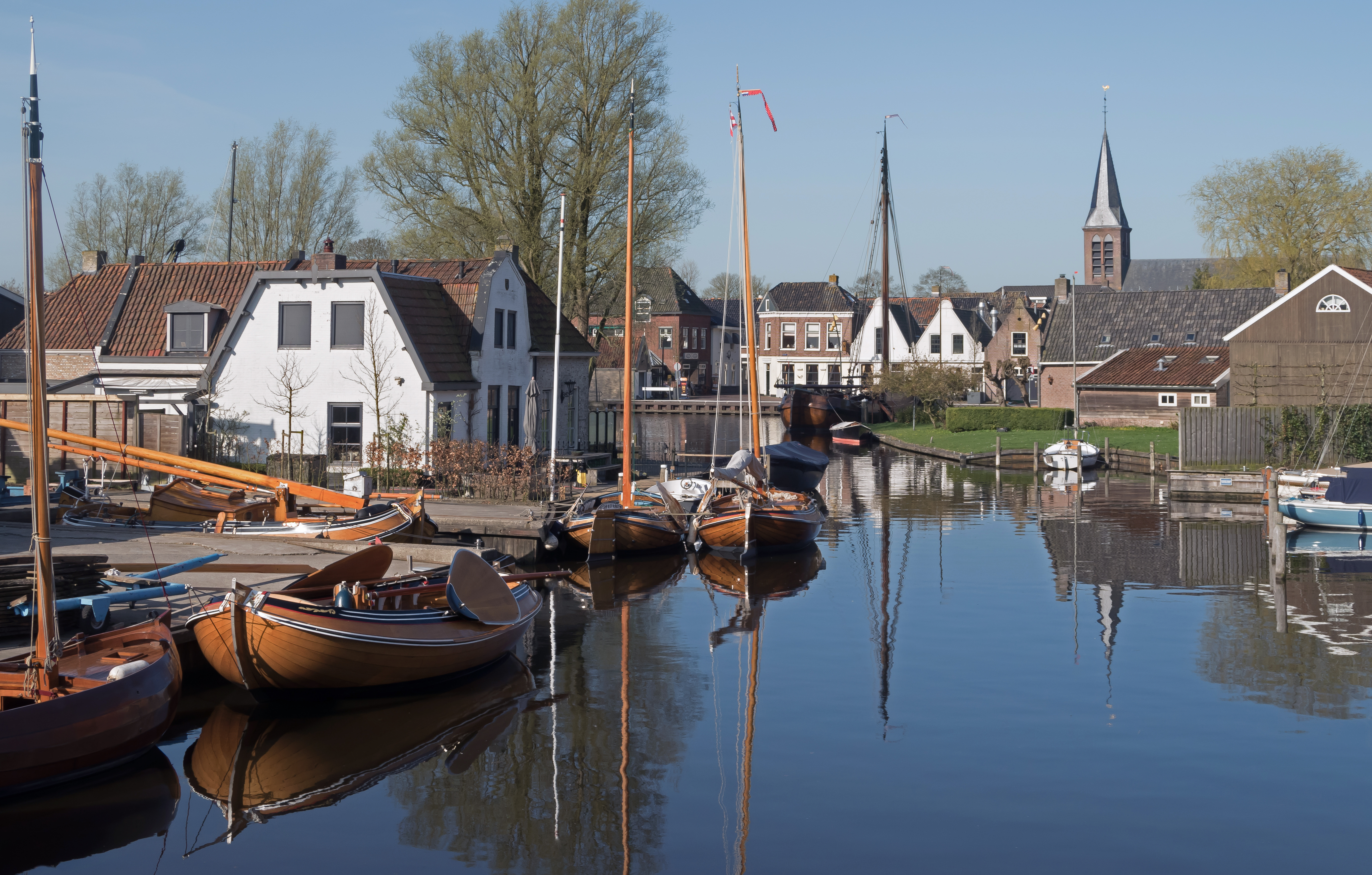
Heeg, Blick auf das Dorf von It Eilan
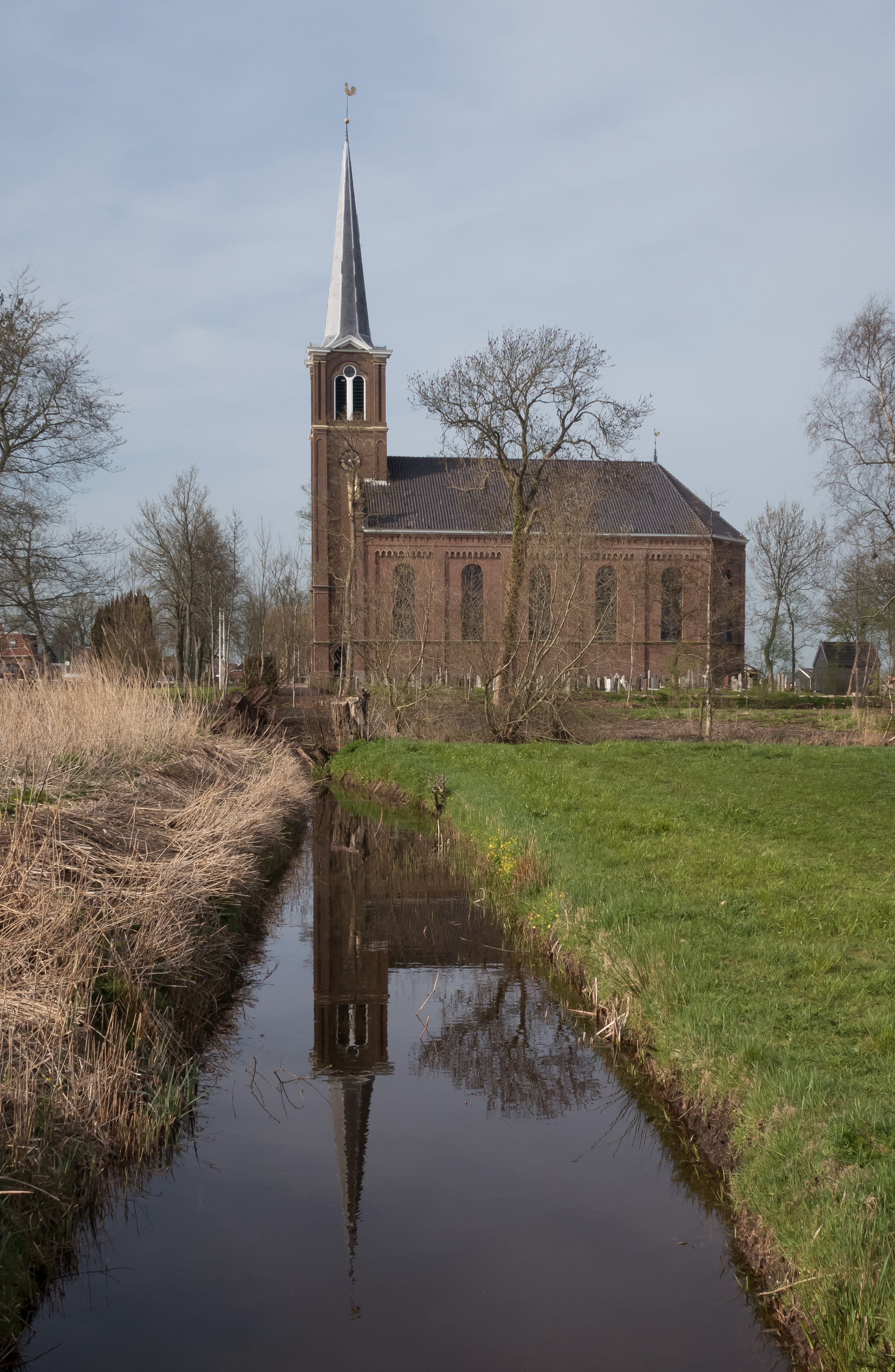
Hommerts, Kirche: de Johannes de Doperkerk

## Veranstaltungen
- Durch Sneek, IJlst, Stavoren, Hindeloopen, Workum und Bolsward führt die Strecke der Elfstedentocht, des berühmten Eisschnelllauf-Marathonrennens entlang der elf friesischen Städte.